# Japigi
Japigi (Iapigi, Japiđi, Japiđani, albanski: Japigët, grčki: Ἰάπυγες, latinski: Ĭāpyges) su bili antički proto-indoeuropski narod porijeklom iz Ilirije koji se u periodu između II i I tisućljeća pr. Kr. doselio na područje današnje talijanske regije Apulija. Stari Grci su ih nazvali po Dedalovom sinu koji se zvao Japiks (Iapyx, Iapyges).

## Porijeklo
Japigi su se doselili iz područja Ilirije, točnije, s teritorija na kojem se nalazi današnja država Albanija. Japigi su govorili tzv. mesapski jezik, koji je indoeuropski i njime su govorila plemena na jugu današnje Italije: Japigi, Mesapi i Peuceti. Smatra se da je mesapski jezik porijeklom ilirski jezik na osnovu vlastitih imena koja su pronađena uklesana na nadgrobnim spomenicima ili u zapisima antičkih povjesničara. Ovaj narod bavio se poljoprivredom i stočarstvom. Posebno su bili značajni kao uzgajivači konja. 
Nakon što su Japigi prešli Jadransko more s istoka na zapad, iskrcali su se u Apuliji i tu se pomiješali s domaćim stanovništvom nakon čega su se formirale tri različite etničke grupe koje su Grci nazvali Dauni, Peuceti i Mesapi. Dauni su naseljavali područje oko današnjeg grada Foggia, Peuceti oko Barija, a Mesapi najjužnije, oko Salenta.   
Rimski povjesničari su nazvali područja koja su naseljavali Dauni i Peuceti Apulija a tamošnje stanovnike Apuli, dok je područje na kojem su živjeli Mesapi dobilo naziv Kalabrija a tamošnji narod Salentini. 
Japigi su bili u srodstvu i s Enotrima, još jednim plemenom illirskog porijekla koje je obitavalo na području današnje talijanske regije Basilicata i sjeverne Kalabrije.  
Između VIII i IV stoljeća pr. Kr. Japigi su dostigli svoj vrhunac što se može zaključiti iz vješto izrađenih predmeta od keramike. U vrijeme grčke kolonizacije Mediterana u periodu od VIII od VI stoljeća pr. Kr. Japigi su pružili snažan otpor naprednijoj grčkoj civilizaciji. 